# Lawbreakers
Lawbreakers (The Lawbreakers; anche Lee Marvin Presents: The Lawbreakers) è una serie televisiva statunitense in 32 episodi trasmessi per la prima volta nel corso di una sola stagione dal 1963 al 1964.
È una serie televisiva di tipo antologico-documentaristico-biografico in cui ogni episodio presenta una storia a sé. Gli episodi sono incentrati sulle vicende di famosi gangster o azioni della criminalità organizzata in varie città statunitensi (Chicago, Seattle, Atlanta, Philadelphia, Dallas, New Orleans, Pittsburgh, Indianapolis, Cincinnati, Detroit, Boston e altre ancora) e vengono presentati da Lee Marvin.

## Produzione
La serie fu prodotta da Latimer Productions e United Artists Television.

## Distribuzione
La serie fu trasmessa negli Stati Uniti dal 1963 al 1964 in syndication. In Italia è stata trasmessa con il titolo Lawbreakers.

## Episodi
| Stagione       | Episodi | Prima TV USA |
| -------------- | ------- | ------------ |
| Prima stagione | 32      | 1963-1964    |